# Cromer (Nova Gales do Sul)
Cromer é um subúrbio do norte de Sydney, no estado da Nova Gales do Sul, na Austrália, 20 quilômetros a nordeste do distrito empresarial central de Sydney, na área do governo local do Conselho de Northern Beaches. Cromer faz parte da região Northern Beaches. Em 2011, sua população era de 7 161 habitantes.